# Сидроу-Ули
Сидроу-Ули (на английски: Sedro-Woolley) е град в окръг Скаджит, щата Вашингтон, САЩ. Сидроу-Ули е с население от 8658 жители (2000) и обща площ от 8,8 km². Намира се на 17 m надморска височина. ЗИП кодът му е 98284, а телефонният му код е 360.